# Lịch sử triết học
Lịch sử triết học là một nhánh triết học nghiên cứu các loại hình lịch sử của triết học. Nó bao gồm cả hệ thống triết học của các nhà triết học cá nhân và sự phát triển quan điểm của họ trong khuôn khổ của các trường phái triết học. Các chuyên gia được đào tạo về các khoa lịch sử triết học tại khoa triết học của các trường đại học. Số lượng và chất lượng nghiên cứu lịch sử triết học là một chỉ tiêu quan trọng đánh giá trình độ văn hóa triết học.

## Tổng quan về lịch sử
Một trong những nhà sử học triết học đầu tiên là Aristotle, người đã nói trong cuốn sách Siêu hình học đầu tiên về chuyến du ngoạn lịch sử và triết học của những người tiền nhiệm của ông. Chính từ ông ấy mà chúng ta biết rằng Thales là nhà triết học đầu tiên. Sau đó, Diogenes Laërtius đã làm rất nhiều để bảo tồn tên và câu nói của các triết gia Hy Lạp. Tác giả của Lịch sử Triết học là Porphyry, sinh viên của Plotinus.
Ở Trung Quốc, một trong những tác phẩm lịch sử - triết học đầu tiên là tác phẩm có ba mươi ba chương của "Trang Tử ", cũng như luận thuyết "Lun Liu Jia zhi yao zhi" ("Phương hướng chính của sáu trường phái") của nhà sử học Tư Mã Đàm, cha của nhà sử học Tư Mã Thiên. Ở Ấn Độ, các tác phẩm của một nhân vật lịch sử và triết học bao gồm sáng tác của đạo sĩ Jaina giáo Haribhadra (thế kỷ IX - X) "Shad-darshana-samucchaya" ("Tuyển tập sáu triết lý"), cũng như sáng tác của Madhvacharya (thế kỷ XIV) "Sarva-darshana-samgraha "(" Tuyển tập tất cả các triết lý ").
Vào thời Trung cổ ở Tây Âu, tác phẩm trung cổ đầu tiên (và rất phổ biến, được đánh giá bởi số lượng bản thảo còn sót lại) dành cho lịch sử triết học là tiểu luận "Cuốn sách về cuộc đời và đạo đức của các triết gia" ("Liber de vita et moribus Philosophorum") của triết gia người Anh Walter Burley (1275 - c. 1345).
Vào thế kỷ 17 và 18, các nhà sử học triết học chuyên nghiệp xuất hiện ở Tây Âu và bắt đầu nghiên cứu nó một cách có hệ thống . Ở Anh, tác giả của công trình đầu tiên về lịch sử triết học bằng tiếng Anh là nhà thơ, học giả Thomas Stanley (1625-1678). Tại Đức, một trong những tác phẩm đầu tiên về lịch sử triết học ("Historia phê bình triết học..." t. 1-5, 1742-1744) được viết bởi Johann Jacob Brucker (1696-1770). Người ta tin rằng cuốn lịch sử triết học đầu tiên của Đức ("Compendium historiae Philosophicae, 1731) được viết bởi thầy của ông là Johann Franz Buddeus (1667-1729).